# غم‌های ما
غم‌های ما (انگلیسی: Our Blues؛ کره‌ای: 우리들의 블루스) یک مجموعهٔ تلویزیونی کره جنوبی به کارگردانی کیم کیو ته و نویسندگی نو هی کیونگ است. در این مجموعه لی بیونگ هون، شین مین آ، چا سونگ وون، لی جونگ اون، اوم جونگ هوا، هان جی مین و کیم وو بین به ایفای نقش می‌پردازند و پیرامون زندگی تلخ و شیرین افرادی است که در پایان، اوج، یا آغاز زندگی ایستاده‌اند و داستان‌های آنها را در پس زمینهٔ جزیره ججو به تصویر می‌کشد. این مجموعه از ۹ آوریل تا ۱۲ ژوئن ۲۰۲۲، روزهای شنبه و یکشنبه ساعت ۲۱:۰۰ (کی‌اس‌تی) از تی‌وی‌ان برای ۱۶ قسمت پخش شد. این مجموعه همچنین برای استریم در نتفلیکس در مناطق منتخب قابل دسترسی است.

## بازیگران

### اصلی
- لی بیونگ هون در نقش لی دونگ سوک
- شین مین آ در نقش مین سون آه[۶]
- چا سونگ وون در نقش چوی هان سو
- لی جونگ اون در نقش جونگ اون هی[۷]
- اوم جونگ هوا در نقش گو می ران
- هان جی مین در نقش لی یونگ اوک
- کیم وو بین در نقش پارک جونگ جون

## تولید
این مجموعه که به نویسندگی نو هی کیونگ است، کامبک او پس از مجموعهٔ تلویزیونی سال ۲۰۱۸ تی‌وی‌ان، زندگی کن است. غم‌های ما یک مجموعهٔ ۲۰ قسمتی نوشته شده توسط نو هی کیونگ و به کارگردانی کیم کیو ته و تهیه‌کنندگی استودیو دراگون است.

### بازیگران
در ۲۰ آوریل ۲۰۲۱، گزارش شد که به شین مین آ و کیم وو بین برای بازی در این مجموعه پیشنهاد داده شده و نظر آنها مثبت است. لاین‌آپ گروه بازیگران در ۱۰ اکتبر ۲۰۲۱ تأیید شد. این مجموعه، بازگشت کیم وو بین به دراما پس از پنج سال است و آخرین مجموعهٔ تلویزیونی او عشق بی‌پروا در سال ۲۰۱۶ بود.

### فیلم‌برداری
فیلم‌برداری در جزیره ججو در اکتبر ۲۰۲۱ پس از تکمیل شدن گروه بازیگران آغاز شد. در یک مصاحبه با کارگردان کیم کیو ته، او اعلام کرد که این مجموعه زندگی مردم عادی را در جزیره ججو به عنوان پس‌زمینه به تصویر می‌کشد. این مجموعه ۱۴ شخصیت اصلی دارد که ۸ داستان را خواهند ساخت. ۷۰٪ فیلم‌برداری در جزیره ججو انجام شده‌است.